# Ismet Štilić
Ismet Štilić (ur. 31 lipca 1960 w Tuzli) – bośniacki i jugosłowiański piłkarz i trener piłkarski. Ojciec Semira Štilicia, również piłkarza.

## Kariera piłkarska
Ismet Štilić karierę rozpoczynał w rodzinnym mieście, w klubie FK Sloboda Tuzla, w którym w pierwszym składzie zadebiutował w roku 1981. Później grał jeden sezon w klubie FK Rudar Prijedor i dwa sezony w RFK Novi Sad, po czym dołączył do ekipy Željezničara Sarajewo w roku 1987. W klubie ze stolicy Bośni i Hercegowiny zawodnik zagrał w 71 meczach, strzelając 3 bramki. Ze względu na przepisy pozostał w klubie aż do roku 1991, kiedy to przeniósł się do Portugalii. Dzięki temu, jego syn Semir biegle mówi po portugalsku i niemiecku. Ismet Štilić występował tam w klubach União Madeira, Leça FC i Dragões Sandinenses.

## Kariera trenerska
Po zakończeniu kariery piłkarskiej Ismet Štilić powrócił do Bośni i Hercegowiny, by rozpocząć pracę w charakterze trenera. Na początku zdecydował się prowadzić młodzieżową ekipę Željezničara. Następnie został asystentem trenera Jiříego Plíška, a kiedy Czech został zwolniony z klubu, Štilić osobiście poprowadził drużynę w kilku meczach jako p.o. trenera. Później powrócił do trenowania drużyny młodzieżowej. W październiku 2018 został, razem z Adinem Mulaosmanovićem, asystentem Milomira Odovića w Željezničarze. Klub opuścił 31 grudnia tego samego roku, gdy trenerem został Amar Osim.